# Літературний раб

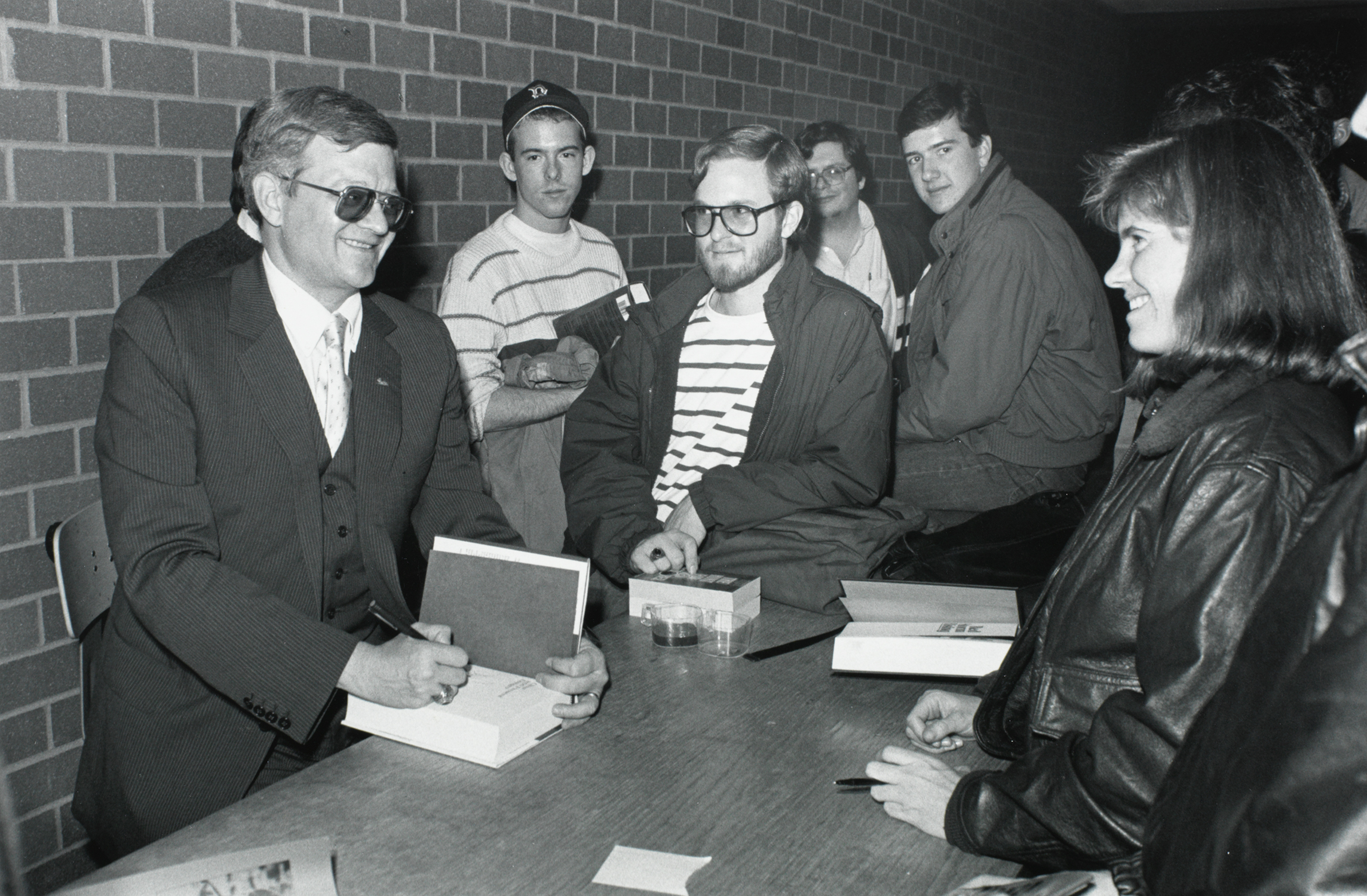
Попит на книги Тома Кленсі перевищував його можливості писати нові книги, тому видавець найняв літературних рабів, щоб ті писали романи у стилі Тома Кленсі.

Літературний раб (або гострайтер англ. ghostwriter), раніше також літературний негр (фр. nègres littéraires) — людина, яку наймають для написання літературного, журналістського чи будь-якого іншого тексту, авторство якого в підсумку приписують іншій особі. 
Послугами літературного раба часто користуються знаменитості та політики для написання чи впорядкування автобіографій, мемуарів, журнальних статей чи інших письмових матеріалів. Аналогічно схожі послуги надають і в музиці, пишучи пісні, слова та інструментальні композиції. Сценаристи можуть використовувати послуги літературного раба для редагування чи переписування сценаріїв з метою їх вдосконалити. Зазвичай сторони заздалегідь укладають угоду про конфіденційність, за якою літературний раб повинен зберегти свою анонімність. Іноді його згадують як помічника чи дослідника, але здебільшого не згадують взагалі.